# Tomis kratochvili
Espèce
Synonymes
- Pseudattulus kratochvili Caporiacco, 1947
- Pseudattulus incertus Caporiacco, 1955
- Sitticus cabellensis Prószyński, 1971

Tomis kratochvili est une espèce d'araignées aranéomorphes de la famille des Salticidae.

## Distribution
Cette espèce se rencontre au Guyana et au Venezuela.

## Description
Le mâle mesure 3,8 mm et la femelle 3,5 mm.

## Publication originale
- Caporiacco, 1947 : Diagnosi preliminari de specie nuove di aracnidi della Guiana Brittanica raccolte dai professori Beccari e Romiti. Monitore Zoologico Italiano, vol. 56, p. 20-34.